# Goldcrest Films
Goldcrest Films ist ein britisches Filmproduktionsunternehmen.

## Geschichte
Goldcrest Films ist ein unabhängiges britisches Unternehmen für Filmproduktion, -vertrieb, -postproduktion und -finanzierung mit Sitz in London und New York. Das Unternehmen ist eine privat geführte, integrierte Unterhaltungsfirma, die sich mit der Produktion, dem Vertrieb und der Vermarktung von Filmen sowie der Monetarisierung ihrer Bibliothek mit über 100 Titeln beschäftigt. Goldcrest Films wurde 1977 von Jake Eberts als Goldcrest Films International gegründet und erlangte in den 1980er Jahren durch Filme wie Die Stunde des Siegers (1981) und Gandhi (1982) internationale Anerkennung. Trotz finanzieller Rückschläge in den späten 1980er Jahren hat sich das Unternehmen als bedeutender Akteur in der Filmindustrie etabliert, insbesondere durch seine Postproduktionsdienste und Finanzierungsaktivitäten
Geschichte, Gründung und Aufstieg in den 1980er Jahren
Goldcrest Films wurde im Januar 1977 von Jake Eberts gegründet, einem kanadischen Filmproduzenten, der zuvor als Investmentbanker tätig war. Das Unternehmen konzentrierte sich zunächst auf die Finanzierung und Produktion von Spielfilmen und erlangte schnell Erfolg durch eine Reihe preisgekrönter Produktionen. Zu den frühen Erfolgen zählen Die Stunde des Siegers (1981), der den Oscar für den besten Film gewann, Gandhi (1982), ebenfalls mit einem Oscar für den besten Film ausgezeichnet, sowie Local Hero (1983), The Killing Fields (1984) und A Room with a View (1985). Diese Filme wurden oft in Zusammenarbeit mit Produzent David Puttnam und durch Investitionen von Channel 4 produziert. In dieser Zeit war auch der britische National Coal Board Pension Fund ein bedeutender Investor.Goldcrest Films war auch an der Produktion der Kult-Fernsehserie Robin of Sherwood (1984–1986) sowie an animierten Filmen wie All Dogs Go to Heaven (1989) und Rock-a-Doodle (1991) beteiligt, letzteres in Zusammenarbeit mit Don Bluth Entertainment.
Finanzielle Krise in den 1980er Jahren
Nach den anfänglichen Erfolgen investierte Goldcrest in kostspieligere Produktionen mit Hollywood-Stars, die oft über Budget und Zeitplan hinausgingen. Filme wie Revolution (1985), The Mission (1986) und Absolute Beginners (1986) enttäuschten an den Kinokassen, trotz der Auszeichnung von The Mission mit der Palme d’Or in Cannes. Diese Misserfolge führten zu finanziellen Schwierigkeiten, und 1987 stand das Unternehmen vor der Insolvenz. Es gab mehrere Übernahmeangebote von Unternehmen wie George Walker, Hemdale und einer gemeinsamen Offerte von Granada Television und Virgin Vision, doch letztlich wurde Goldcrest von Masterman, einem Joint Venture von Brent Walker und Ensign Trust, übernommen. Jake Eberts trat 1987 zurück, nachdem er bereits 1984 kurzzeitig aus dem Unternehmen ausgeschieden war.
Wiederbelebung und Diversifikation
1981 wurde Goldcrest Films and Television von Pearson Longman gegründet, wobei Jake Eberts weiterhin eine führende Rolle spielte. Das Unternehmen besaß zu diesem Zeitpunkt 40 % der Anteile an Goldcrest Films. 1982 eröffnete Goldcrest eine Postproduktionsabteilung in Soho, London, gefolgt von einer weiteren Niederlassung im West Village, New York, im Jahr 2000. Diese Abteilung entwickelte sich zu einem zentralen Bestandteil des Unternehmens und bietet umfassende Bild- und Ton-Postproduktionsdienste an. Zu den jüngeren Projekten zählen Filme wie Jason Bourne (2016), Carol (2015) und The Danish Girl (2015). Die Eröffnung des größten Dolby ATMOS Premier-Mischstudios in London im Jahr 2016 unterstreicht die Bedeutung der Postproduktion für Goldcrest. Seit den 2000er Jahren hat Goldcrest seine Aktivitäten diversifiziert. Die Finanzierungsarme Goldcrest Pictures und Goldcrest Capital Partners strukturieren Transaktionen im Mediensektor und unterstützten zwischen 2006 und 2008 18 Filme, darunter Twilight (2008), Tropic Thunder (2008) und Revolutionary Road (2008). Goldcrest Capital unterstützt auch britische Independent-Filme wie Wuthering Heights (2011) und The Iron Lady (2011).
Aktuelle Tätigkeiten
Heute betreibt Goldcrest Films die Produktion, den Vertrieb und die Vermarktung von Filmen, sowohl eigenen Produktionen als auch Drittanbieter-Akquisitionen. Zu den jüngeren Projekten gehören Slumber (2017), Come and Find Me (2016), Stonewall (Regie: Roland Emmerich, 2015), BBC’s EARTH: One Amazing Day (Regie: Peter Webber, 2017) und Labirintus (Regie: Joe Dante). Das Unternehmen monetarisiert zudem eine umfangreiche Bibliothek mit über 100 Titeln. Goldcrest Films bleibt ein wichtiger Akteur im unabhängigen Filmschaffen und in der Postproduktion.
Unternehmensstruktur
Goldcrest Films ist ein privat geführtes Unternehmen mit Hauptsitz in London (1 Lexington Street, W1F 9AF) und einer Niederlassung in New York. Seit den frühen 1990er Jahren ist John Quested der Vorsitzende des Unternehmens. Die Tochtergesellschaften umfassen Goldcrest Films International Limited (gegründet 1995) und Goldcrest Films and Television Limited (gegründet 1888, später Teil von Goldcrest).
Auszeichnungen
Goldcrest Films hat zahlreiche Auszeichnungen erhalten, darunter zwei Oscars für den besten Film für Die Stunde des Siegers (1981) und Gandhi (1982). Insgesamt war das Unternehmen an Produktionen beteiligt, die über 30 Oscar-Nominierungen erhielten, wovon 15 gewonnen wurden. The Mission gewann 1986 die Palme d’Or in Cannes.

## Filmografie (Auswahl)
- 1981: Die Stunde des Siegers
- 1981: Die Klapperschlange
- 1982: An Unsuitable Job for a Woman
- 1982: Gandhi
- 1983: Local Hero
- 1983–1985: Robin Hood
- 1984: The Killing Fields – Schreiendes Land
- 1985: Zimmer mit Aussicht
- 1987: Hope and Glory
- 1989: Charlie – Alle Hunde kommen in den Himmel
- 1997: Bring Me the Head of Mavis Davis
- 1997: Clockwatchers
- 2007: Elvis and Anabelle
- 2008: Cass – Legend of a Hooligan
- 2011: Die Eiserne Lady